# Покапалья
Покапалья (італ. Pocapaglia, п'єм. Pocapaja) — муніципалітет в Італії, у регіоні П'ємонт, провінція Кунео.
Покапалья розташована на відстані близько 490 км на північний захід від Рима, 45 км на південь від Турина, 45 км на північний схід від Кунео.
Населення — 3367 осіб (2014).
Щорічний фестиваль відбувається передостанньої неділі серпня. Покровитель — San Giusto.

## Демографія
Населення за роками:

Станом на 1 січня 2023 року в муніципалітеті офіційно проживало 118 іноземців з 19 країн, серед них 35 громадян країн Євросоюзу та 2 громадяни України.

## Сусідні муніципалітети
- Бра
- Монтічелло-д'Альба
- Санфре
- Санта-Вітторія-д'Альба
- Соммарива-Перно